# GPT商店
GPT商店（GPT Store）是由OpenAI開發的平台，讓用戶和開發者能夠創建、發布並透過GPTs獲利，而無需具備高級程式設計技能。GPT是利用被稱為ChatGPT的人工智慧聊天機器人所構建的定制應用程式。
GPT商店於2023年10月發佈並於 2024 年 1 月正式上線。根據OpenAI的說法，該平台旨在普及高端人工智慧技術，並促進在無需高級程式設計技能的情況下創建定制聊天機器人應用程式的發展。該平台憑藉其創新潛力與獲利機會，受到了眾多開發者和企業的關注。GPT商店起初僅對付費客戶開放，自2024年5月起，GPT商店改為向免費用戶提供使用。

## 特徵
GPT商店允許用戶創建和自訂聊天機器人（稱為 GPTs），以滿足各種需求，例如客戶服務、個人助理、視頻與圖片創作等。GPTs 根據用途分為不同類別，包括程式設計、教育和研究等。該平台以用戶友好為設計理念，提供直觀的工具，使用者無需具備高級技術知識即可操作。
GPT 的創作者將有機會透過各種商業模式（包括訂閱制和按次付費）對其應用程式進行獲利。 此外，GPT商店還設有一套基於星級評分的系統，供用戶對GPT進行評價，類似於蘋果App Store和Google Play等其他應用程式商店。

## 爭議
儘管GPT商店在初期取得成功，GPT商店仍面臨潛在版權侵權問題的批評。部分用戶與企業對於利用人工智慧生成的內容可能侵犯智慧財產權表示關切。例如，有位教師指稱，一些學生創建的 GPTs允許存取受版權保護書籍中的內容。